# Rapale
Rapale ist eine Gemeinde auf der Mittelmeerinsel Korsika in Frankreich. Sie gehört zum Département Haute-Corse, zum Arrondissement Calvi und zum Kanton Biguglia-Nebbio. Die Bewohner nennen sich Rapalais oder Rapalacci. Das Siedlungsgebiet liegt ungefähr auf 400 Metern über dem Meeresspiegel.

## Nachbargemeinden
- Saint-Florent im Norden,
- Oletta und Olmeta-di-Tuda im Nordosten,
- Vallecalle im Osten,
- Murato im Osten und im Süden,
- Piève im Süden und im Westen,
- Santo-Pietro-di-Tenda im Nordwesten.

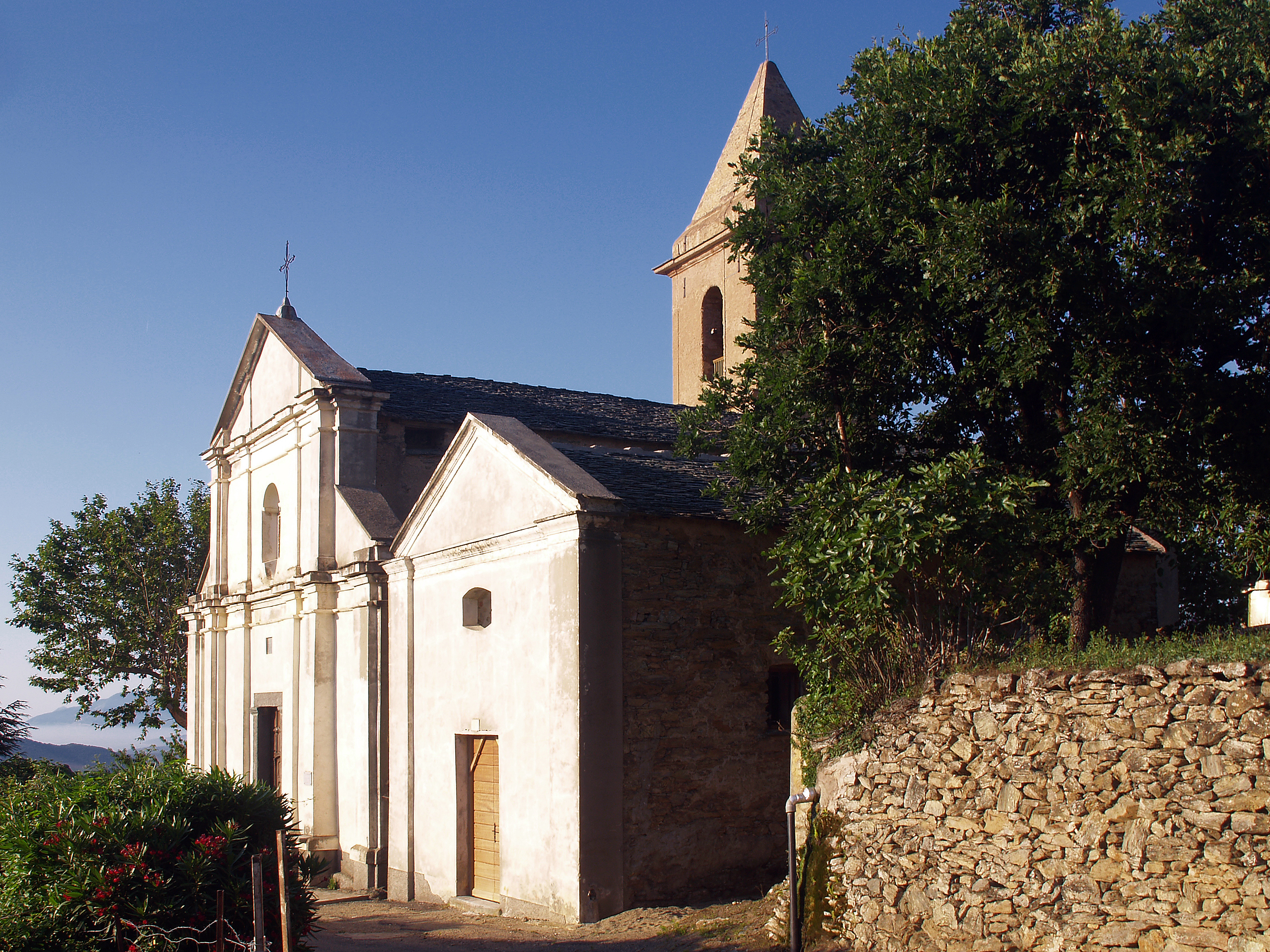
Kirche Santa-Maria-Assumpta

## Bevölkerungsentwicklung
| Jahr      | 1962 | 1968 | 1975 | 1982 | 1990 | 1999 | 2006 | 2017 |
| --------- | ---- | ---- | ---- | ---- | ---- | ---- | ---- | ---- |
| Einwohner | 150  | 122  | 116  | 108  | 102  | 131  | 151  | 151  |